# Malouy

Malouy este o comună în departamentul Eure, Franța. În 1 ianuarie 2022 avea o populație de 171 de locuitori.